# Kihachi Ozaki
Pour les articles homonymes, voir Ozaki (homonymie).
Kihachi Ozaki (尾崎 喜八), né le 31 janvier 1892 à Tokyo et décédé à l'âge de 55 ans le 4 février 1974 à Kamakura, est un poète japonais de l'ère Shōwa.

## Biographie
Natif de Tokyo, Ozaki étudie à l'école Keika Shogyo où il apprend l'anglais et s'intéresse à la poésie anglaise. En 1911, il attire l'attention du poète et sculpteur, Kōtarō Takamura, qui encourage ses premiers efforts littéraires.
Après avoir été embauché dans une compagnie, Ozaki traduit en japonais des poèmes anglais comme passe-temps et envoie ces traductions et ses propres poésies à la revue littéraire Shirakabaha (« Bouleau blanc »). En 1922, il publie sa première anthologie, Sora to Jumoku (« Ciel et arbres »). En tant que partisan de la philosophie humaniste de la Shirakaba, Ozaki devient très ami avec Saneatsu Mushanokōji et Motomaro Senge. Il est également passionné de voyages et d'alpinisme.
Ozaki apprend plus tard le français et l'allemand en autodidacte et découvre des écrivains comme Romain Rolland et Hermann Hesse.
Ses derniers travaux incluent Takamura Shisho (« Anthologie Takamura ») et Hana Sakeru Kodoku (« Floraison solitaire »). Ozaki publie également Yama no Ehon (« Livre d'images de montagnes »), un recueil de pensées diverses, et de nombreuses traductions de Romain Rolland, Hermann Hesse et Georges Duhamel.
De 1946 à 1954, il vit dans une petite maison dans les montagnes de Fujimi (Nagano) et laisse de nombreux ouvrages dans lesquels il loue la beauté de la nature et les joies de la vie rurale.
Ozaki meurt en 1974 à l'âge de 82 ans. Sa tombe se trouve au Meigetsu-in à Kamakura dans la préfecture de Kanagawa, la ville où il vécut de 1966 à sa mort.